# Sungit

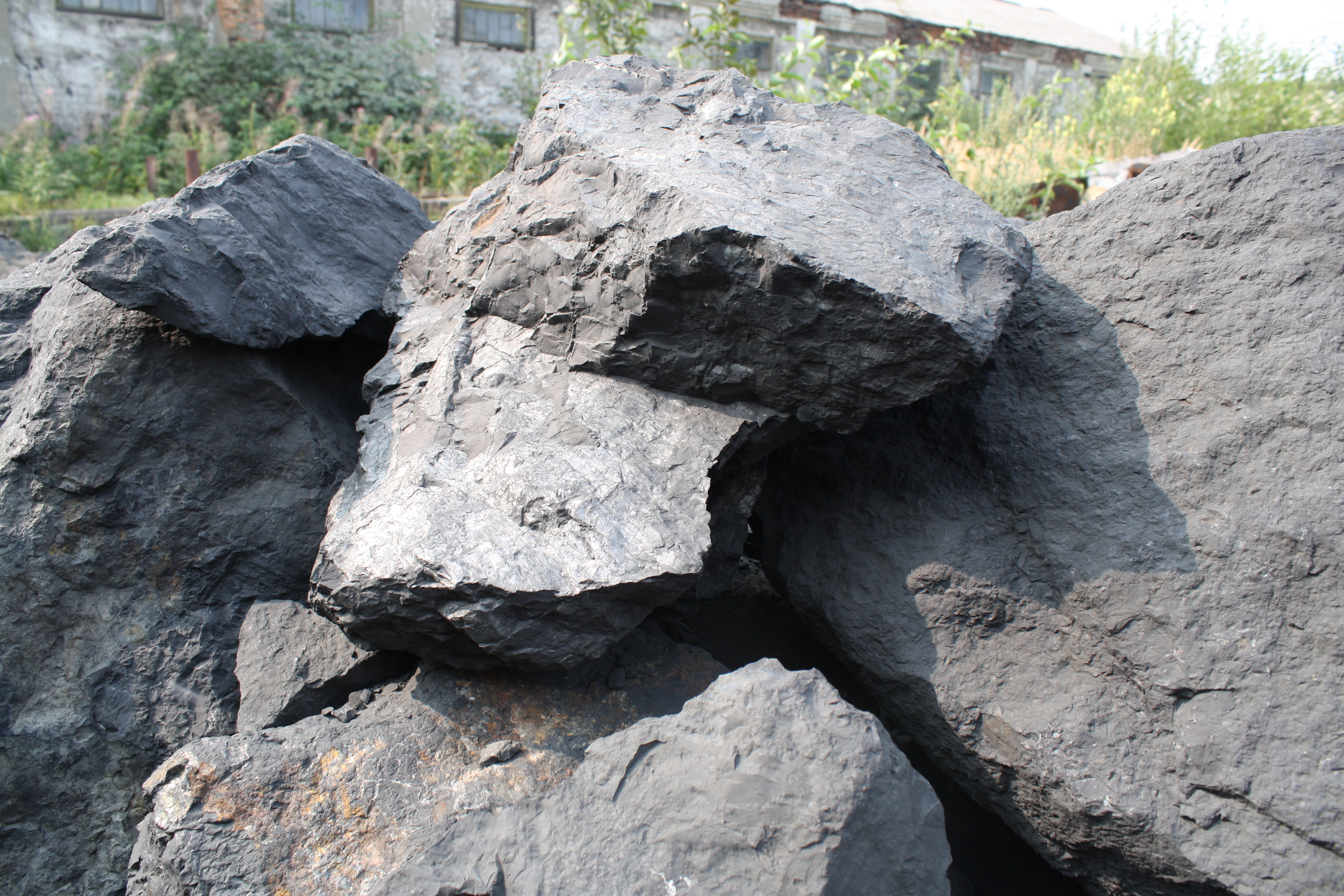
Sungitkövek Karéliából

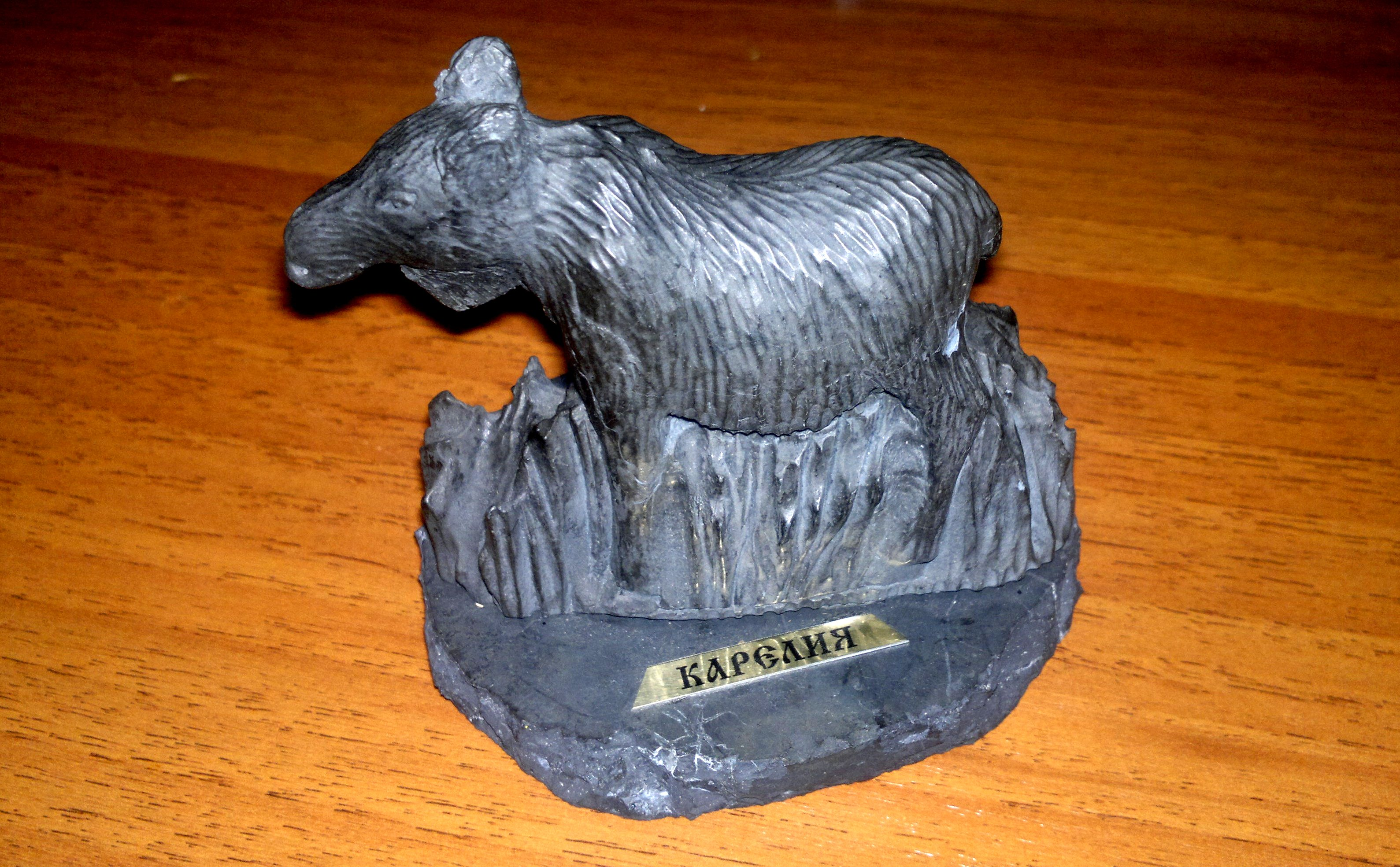
Sungitból készült szobor

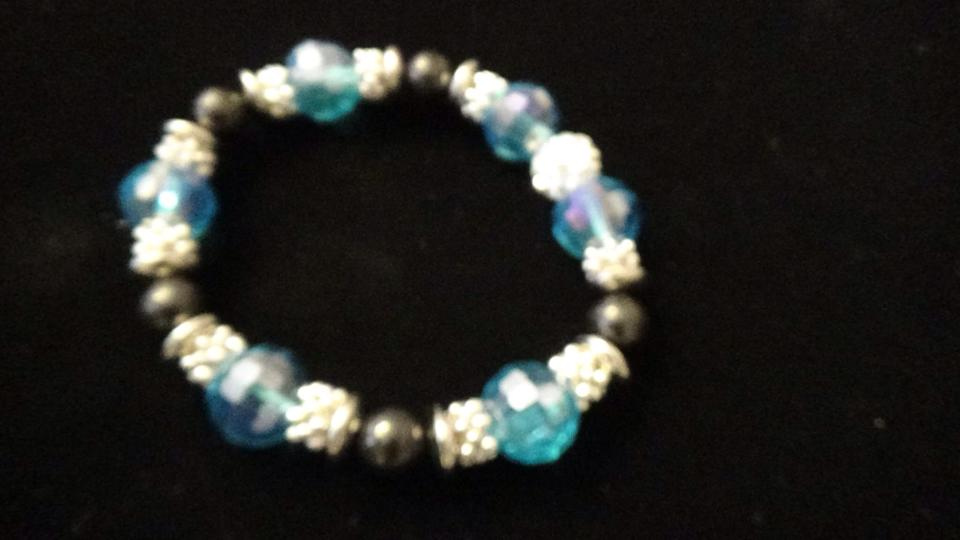
Sungitgömböcskék felhasználásával készült ékszer

A sungit fekete, fényes, nem kristályos szerkezetű, metamorf, kriptokristályos szén, ásványszerű (mineraloid) anyag, amely változó mennyiségű szenet tartalmaz (30%-tól 98%-ig származási helytől függően). Sungitnak neveznek több, eredetileg az oroszországi Karéliában talált, sungitot tartalmazó metamorf kőzetet is. A sungit elnevezése Alekszandr Inosztrancevtől származik, aki 1879-ben elsőként ismertette az Onyega-tó közelében fekvő Sunyga falu melletti lelőhelyen talált kőzetet. A sungit különleges tulajdonsága, hogy tartalmaz C60 és C70 fulleréneket, amelyeknek a természetes előfordulása nagyon ritka.

## Előfordulása

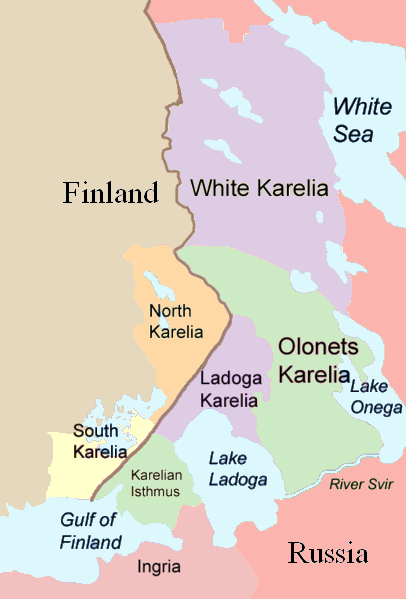
Karéliai régió, a Ladoga-tó oroszországi területeivel

A karéliai sungitra az Orosz Tudományos Akadémia tagja Nyikolaj Ozereckovszkij akadémikus hívta fel először a figyelmet azzal, hogy szokatlan fekete föld található a Kizsi szigeten és úgy „széntartalmú pala”-ként írta le. Az újabb tanulmányai GP Gelmersen és B.Z. Colenco geológusoknak a „kizsi fekete föld”, „északi antracit” néven írták le, és ezt az anyagot, a helyi gazdák már régóta gyártották, alkalmazták igen ellenálló, fekete festékként. 1812 óta az Alexander Petrovszkij Gyár fatörzsek festésére használja.
Ismert lelőhelyek találhatók még Kelet-Finnországban és Oroszországban (Karélia, az Onyega-tó, Sunyga környéke és Ladoga-tó környéke), gyakran olyan területeken, ahol még olajpala található, egy másik előfordulási hely Vozsmozero.
Egyéb lelőhelye Indiában található a következő területeken: Tamil Nadu, Chennai (Madras), Cuddapah (Kadapa) Mandal Kodur és Mangampeta.
Két másik sokkal kisebb lelőhelyről számoltak be Oroszországban, egy kamcsatkai vulkáni kőzetek mellett Cseljabinszkban.
Sungit betétek ismertek szénvarratokként a Krímben és Szibériában.

## Képződése, kialakulása
Egy nemrég megjelent monográfia összegyűjtötte és elemezte az összes alapvető tényt és fogalmat a sungit ásványtani fejlődésével kapcsolatban. Leggyakrabban a sapropelici származási hely kőzeteivel kapcsolatban nagyon nehéz a felépítésével, összetételével, fizikai-kémiai tulajdonságaival, geológiai összetételével, a kőzet életkorával (2 milliárd éven át), valamint számos más adatról egyértelműen nyilatkozni.
A monográfia bemutatja annak a logikáját, hogy mi az ásvány struktúrájának alapja a sungitovogoi szén esetében. E sungit azonos korom gömb részecskéinek jelenléte, valamint más tények arra a következtetésre juttatták a szerzőt, hogy a szén tartalmú sungit kőzetek keletkezésének eredménye a hatalmas tömbök, a korom természetes folyamatok okozta lerakodása és termikus konverziója (pirolízis, részleges égés) az elsődleges klaszterek óriási mérete, túlnyomórészt szénhidrogén nyersanyag formájában, földgázként (metán) raktározódik. Ezeknek a folyamatoknak volt köszönhető az ásványképződés, ugyanis a mélységben lévő szénhidrogének vagy a kombinált vulkanikus tevékenység, amelyről ismert, hogy nem játszottak szerepet a karéliai ásványi kőzetek képződése során.
Miután a korom kialakult metánból, jellemző intenzív szintetizáló, nehéz-kátrányos szénhidrogének keletkeztek, ennek köszönhető a protosungitovoi szén anyagának plasztikus összetétele, amely végül kőzetté alakult.

## Tulajdonságai

### Ásványi anyag szerkezet

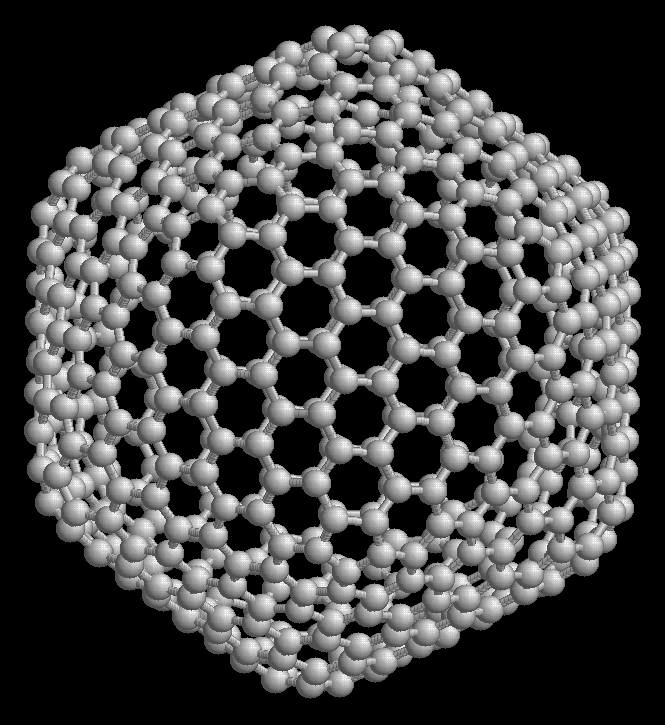
Fullerén C_{540}

A sungit szokatlan széntartalmú kőzet, ez a szokatlan szerkezetű és tulajdonságú sungit szerkezetű szén a permet szerűen elhelyezkedő szilikát összetevőkkel kapcsolatosak, amely az ásványi mátrix amorf szén formájában épül fel jellemzően. Radiometrikus vizsgálatok kimutatták, hogy a szerkezete közelebb van az antracithoz, mint a grafithoz, ami azt bizonyítja, hogy organikus eredetű. Az elemi szén sungitban egy speciális sungit szerkezetet épít fel, amelynek alapja egy többrétegű gömböcske, kb. 10 nm méretű. A brazier szén mátrix, amelyben a finoman eloszlatott szilikátok részecskemérete 0,5 mikron. A második fő komponense az ásványi kőzetnek a szilícium-dioxid, általában kvarc szemcsék formájában képviselik a különböző szilikát struktúrákat. A sungit sziklák változatos ásványi összetételűek, például karbonátok, alumínium fordul elő, rendkívül egyenletes térbeli eloszlással.

### Fizikai tulajdonságok

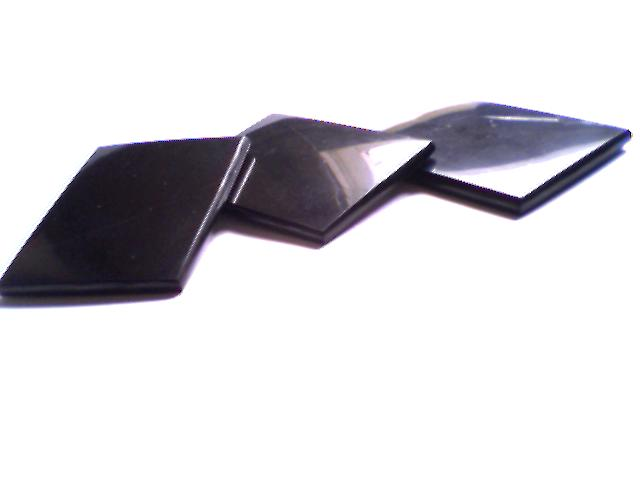
Csiszolt sungit

Keménysége 4 a Mohs-skálán, sűrűsége 1,9–2,4 g/cm³. Elektromos vezetőképessége: 1–3·103 S/m. Hővezetése: 3,8 W/m. A nyomószilárdsága 100–150 MPa; rugalmassági modulusa (E) – 0,31·105 MPa. Jelentős a hőtágulása, hőtágulási együtthatója a 20-600 °C hőmérséklet-tartományban: 12·10−6 K−1.

### Kémiai tulajdonságok
Fűtőértéke a szerves tömegéből 7500 cal energiát képes termelni. Normális körülmények között nem ég. A sungit hamu tartalmaz vanádiumot, nikkelt, molibdént, rezet és más kémiai elemeket. A piszkos szürke sungit rétegei akár 2 m-t is elérik. A sungitszerű szénmátrix szerkezet aktív redoxireakciókat indukál, amely az anyag szorpciós és katalitikus tulajdonságait okozza.

### Osztályozásuk kémiai összetétel szerint

#### Szín alapján
- I. kategória: Tiszta sungit (üveges, fémes fekete és fényes, a széntartalom 98%). A ragyogó fekete sungit széntartalma akár 98%, oxigén és nitrogén 1,9%, 0,8% hidrogén és hamutartalom 2,2%.
- II. kategória: Fekete sungit (széntartalma mintegy 50–70%)
- III. kategória: Szürke sungit (széntartalma mintegy 30-50%). A matt szürke hamu tartalma (3,3%), a széntartalom akár 64%, 6,7% hidrogén, nitrogén és oxigén 5%[13].

## Alkalmazása
A kőzet Oroszországban évszázadok óta használatban van, már a dokumentált felfedezése, az 1700-as évek előtt is lenyűgöző eredménnyel használták. A sungit legnagyobb lelőhelye Karéliában (Oroszország) található, ahol 35 millió tonna még érintetlen. A sungit a kozmetikai szerek alapjául szolgál. Alkalmas, mint fekete festékek alapanyaga. Továbbá ékszerek, medálok, nyakláncok és díszek készítéséhez, fekete sungit II.-ből, amely csiszolható, magas fényű marad. Dekorációs anyag, dekorációs és díszítő kő, ásványi pigment.

### Ipar
A gyártó az ömlesztett sungitet (Carbon-Shungite Kft) szállítja ipari felhasználóknak prózaibb célokra: acélgyártás, vízkezelés, festék pigmentek és töltőanyagok műanyag- és gumigyártáshoz.
Helyettesítője a koksznak (kohászati szén) és koromnak. A vállalat azt állítja, előnyös a mezőgazdaságban, ami összefüggésben lehet az érdekes biochar tulajdonságával. És ez leírja a használatát a sungit elektromos vezetőképességével kapcsolatban. Helyettesíteni képes az aktívszenet vízszűrőként.

#### Fullerén gyártása sungitból
A fulleréngyártás olyan technológia, amely szén-tartalmú természetes ásványi sungitból nanokarbon anyagot állít elő, fullerén típusú szerkezeteket, fullerén nanocsöveket, nanoblokkokat (nanoarray), neolokálitásokat (neolocality), nano-kúpokat, amelyek felhasználhatók, mint heterogén katalizátorok izoalkánok ipari szintéziséhez.

### Gyógyászat
Erős antioxidánsok a fullerének, amiket a sungit is tartalmaz. A fullerén egy erőteljes antioxidáns, in vivo nem észleltek akut vagy szubakut toxicitást patkányokban. Beszámoltak in vivo kísérletekben a C60 fullerén antioxidáns hatásairól akut szén-tetraklorid-mérgezésben. A klasszikus modell tanulmányozására a szabad gyökök által közvetített májkárosodást vizsgálták. Az eredmények azt mutatják, hogy a vizes C60-nal készített szuszpenziók alkalmazása, a poláros szerves oldószer nemcsak, hogy nem rendelkezik akut vagy szubakut toxicitással rágcsálóknál, de védik a májat dózisfüggő módon a szabad gyökökkel szemben. Az biztosan állítható megfelelően kórszövettani vizsgálatokkal és biológiai tesztekkel, hogy tiszta C60-as fullerén egy erős májvédő szernek tekinthető, szabadgyök-fogó, antioxidáns.